# Gusztáv módosít
A Gusztáv módosít a Gusztáv című rajzfilmsorozat második évadának tizenkettedik epizódja.

## Rövid tartalom
A repülőgép-tervező Gusztáv a saját kárán tanulja meg, hogy nem érdemes mindenben a főnöknek adni igazat.

## Alkotók
- Rendezte és tervezte: Dargay Attila
- Írta: Dargay Attila, Nepp József
- Operatőr: Henrik Irén
- Zenéjét szerezte: Pethő Zsolt
- Hangmérnök: Horváth Domonkos
- Vágó: Czipauer János
- Háttér: Szálas Gabriella
- Rajzolták: Bánki Katalin, Dékány Ferenc, Szemenyei András
- Színes technika: Dobrányi Géza, Kun Irén
- Gyártásvezető: Kunz Román

Készítette a Pannónia Filmstúdió.